# Bruneiische Volkspartei
Die Bruneiische Volkspartei (malaiisch Parti Rakyat Brunei) war die erste politische Partei auf Borneo und die bisher einzige nennenswerte Partei in der Geschichte Bruneis. Sie wurde im Jahre 1956 gegründet und erreichte schnell eine hohe Beliebtheit bei der Bevölkerung. Zu ihren Zielen gehörten die Abschaffung des Kolonialismus, Weiterführung der Monarchie und staatliche Eigenständigkeit. Sie erreichte bei den Wahlen zu den Distriktversammlungen im Jahr 1959 fast alle möglichen Sitze. Der Sultan, der um seine Macht fürchtete, spielte auf Zeit, so dass die Volkspartei mit ihrem bewaffneten Arm namens Nationalarmee von Nordkalimantan eine Rebellion begann. Die Rebellion wurde innerhalb kurzer Zeit niedergeschlagen und die Volkspartei verboten. Sie versuchte danach, mit Hilfe ausländischer Regierungen und Organisationen Einfluss zu nehmen, verlor jedoch ihre Bedeutung.

## Gründung und Aufstieg
Die Bruneiische Volkspartei wurde am 22. Januar 1956 im Haus des Vorsitzenden der Bruneiischen Jugendfront, Mohd Saleh Bin Haji Masri gegründet. Als Vorsitzender wurde A. M. Azahari gewählt, Masri wurde sein Stellvertreter. Die Gründung der Bruneiischen Volkspartei erfolgte in Anlehnung an die Gründung der Malaysische Volkspartei, die nur zwei Monate zuvor stattgefunden hatte. Die Zulassung der Partei zog sich bis August hin, ein Jahr später konnte sie jedoch bereits 16.000 Mitglieder vorweisen. Anfangs gehörte zu ihren Zielen, den Norden von Kalimantan, d. h. auch Sabah und Sarawak, unter Hohheit des Sultans von Brunei Omar Ali Saifuddin III. zu stellen. Später rückte sie von diesem Ziel ab und forderte die Abschaffung des Kolonialismus, Weiterführung der Monarchie, staatliche Eigenständigkeit, und eine Föderation mit den britischen Territorien auf Borneo unter Führung des bruneiischen Sultans.
Aufgrund ihrer Popularität forderte die Partei bald Wahlen und Verfassungsmäßigkeit. Sie entsandte sogar eine Delegation nach London, denn die Briten regierten Brunei mit Hilfe des 1905 unterzeichneten Herrschaftsvertrag. Als die erste Verfassung Bruneis im Jahre 1959 verabschiedet wurde, musste die Führung der Volkspartei erkennen, dass der Sultan nicht bereit war, Teile seiner Macht abzugeben. Die Volkspartei gründete im Jahre 1960 die Vereinigte Arbeitsfront Bruneis.

## Rebellion im Jahre 1962
Im August 1962 wurden Wahlen zu den Distriktversammlungen durchgeführt, bei denen die Volkspartei 54 von 55 zu vergebenden Sitzen errang. Gemäß Verfassung hätten die Mitglieder der Distriktversammlungen einen Gesetzgebenden Rat wählen sollen, was der Sultan verschleppte. Am frühen Morgen des 8. Dezember startete die Volkspartei mit ihrem bewaffneten Arm Nationalarmee von Nordkalimantan eine Rebellion. Der Sultan verhängte sofort den Notstand, ließ die Rebellion mit Hilfe von britischem Militär niederschlagen, verbot die Volkspartei und ließ die Führung der Volkspartei verhaften. Azahari floh nach Indonesien, wo er politisches Asyl erhielt. Im Juli 1973 gelang einigen der Führungskräfte der Volkspartei die Flucht aus dem Gefängnis in Berakas, sie erhielten Asyl in Malaysia.

## Petitionen für politische Änderungen
Am 7. Mai 1974 wurde die Volkspartei in Kuala Lumpur neu gegründet. Man setzte sich das Ziel, ausländische Regierungen und Organisationen davon zu überzeugen, sich beim Sultan für demokratische Reformen einzusetzen. Dr. Mahmud Saedon bin Awang Othman bekam die Aufgabe, die Kontakte der Partei ins Ausland, vor allem nach Indonesien, wiederherzustellen. Am 17. März 1975 wurden Petitionen und Aufrufe an eine Reihe von Regierungen und an das Sekretariat des Commonwealth of Nations in London gesandt. Im April 1975 bereiste eine Delegation unter A. M. Azahari den Nahen Osten, um Unterstützung für die Ziele der Volkspartei zu finden. Am 15. Juli 1975 präsentierte die Volkspartei ihre Forderungen vor einem Sonderkomitee der Vereinten Nationen. Im November 1975 erreichten ihre Vertreter eine Resolution des Komitees, die jedoch keine Folgen nach sich zog. Die Bemühungen der Volkspartei dauerten bis Anfang der 1980er Jahre. Sie scheiterten jedoch am fehlenden Interesse der angesprochenen ausländischen Regierungen und an den Vorbereitungen zur Unabhängigkeit Bruneis, die 1984 wirksam wurde.